# Ambassade de Guinée au Rwanda
L'ambassade de Guinée au Rwanda, située à Kigali, est la principale représentation diplomatique de la République de Guinée au Rwanda.

## Histoire
En mars 2016, le président rwandais Paul Kagamé effectue sa première visite en Guinée. 
En 2022, l'ambassadrice Zaina Nyiramatama présente ses lettre de créance pour la Guinée avec pour résidence le Maroc.
En juillet 2023, le président de transition de la Guinée, le colonel Mamadi Doumbouya nomme Souleymane Savané, premier ambassadeur de la Guinée avec pour siège à Kigali au Rwanda.

### Liste des ambassadeurs
| N° | Nom et prénoms    | titre de fonction | Début        | Fin      |
| -- | ----------------- | ----------------- | ------------ | -------- |
| 01 | Souleymane Savané | ambassadeur       | juillet 2023 | En cours |